# Christian Gutfleisch
Christian Gutfleisch (Säckingen, 27 juni 1968) is een Duitse jazzpianist en -toetsenist.
Gutfleisch studeerde jazzpiano aan de Swiss Jazz School in Bern (stad). Hij werkte in Theater Basel en de jazzschool van Basel. Gutfleisch speelde in de groepen van Benoît Piccand (Elefanterprise), Marcel Haag, Michael Heitzler, Thomas Moeckel en Nina Bradlin. Met Picason speelde hij salsa en met Playin’ Tachles klezmer. Hij trad met David Klein's groep Selma op tijdens het Schleswig-Holstein Musik Festival en begeleidde daarbij Thomas D, Sarah Connor en Stefanie Kloß. Verder werkte hij met Cécile Verny en met Dominik Schürmann.

## Discografie (selectie)
- Gutfleisch-Schürmann-Frey Jazz People (Unit Records 2018, met Dominik Schürmann, Elmar Frey)[2]
- Dominik Schürmann Upswing (Unit Records 2016, met George Ricci, Samuel Dühsler)